# Mistrzostwa Europy w Pływaniu 1931
III Mistrzostwa Europy w Pływaniu odbyły się w Paryżu we Francji w dniach 23-30 sierpnia 1931 roku. Rozegrano zawody w jedenastu konkurencjach pływackich, czterech konkurencjach skoków do wody i turniej piłki wodnej. Klasyfikację medalową wygrała reprezentacja Węgier.

## Tabela medalowa
| Miejsce | Państwo          | Złoto | Srebro | Brąz | Razem |
| ------- | ---------------- | ----- | ------ | ---- | ----- |
| 1.      | Węgry            | 4     | 4      | 2    | 10    |
| 2.      | Rzesza Niemiecka | 3     | 3      | 4    | 10    |
| 3.      | Holandia         | 3     | 2      | 0    | 5     |
| 4.      | Austria          | 2     | 1      | 0    | 3     |
| 5.      | Wielka Brytania  | 1     | 3      | 3    | 7     |
| 6.      | Francja          | 1     | 2      | 2    | 5     |
| 7.      | Finlandia        | 1     | 0      | 0    | 1     |
| 8.      | Włochy           | 0     | 1      | 3    | 4     |
| 9.      | Szwecja          | 0     | 1      | 0    | 1     |
| 10.     | Czechosłowacja   | 0     | 0      | 1    | 1     |
| Razem   | Razem            | 16    | 16     | 16   | 48    |

## Wyniki

### Pływanie
Mężczyźni
| Konkurencja:                          | Złoto:                                                                | Czas    | Srebro:                                                                         | Czas    | Brąz:                                                                   | Czas    |
| 100 m stylem dowolnym (szczegóły)     | István Bárány                                                         | 59,8    | András Székely                                                                  | 1:00,8  | Pavel Steiner                                                           | 1:03,0  |
| 400 m stylem dowolnym (szczegóły)     | István Bárány                                                         | 5:04,0  | Jean Taris                                                                      | 5:04,2  | Paolo Costoli                                                           | 5:16,8  |
| 1500 m stylem dowolnym (szczegóły)    | Olivér Halassy                                                        | 20:49,0 | Giuseppe Perentin                                                               | 20:50,6 | Paolo Costoli                                                           | 21:09,4 |
| 100 m stylem grzbietowym (szczegóły)  | Gerhard Deutsch                                                       | 1:14,8  | Aladár Bitskey                                                                  | 1:15,8  | Károly Nagy                                                             | 1:16,2  |
| 200 m stylem klasycznym (szczegóły)   | Ivo Reingoldt                                                         | 2:52,2  | Karl Wittenberg                                                                 | 2:54,4  | Erwin Sietas                                                            | 2:55,0  |
| 4 × 200 m stylem dowolnym (szczegóły) | Węgry András Wanié · László Szabados · András Székely · István Bárány | 9:34,0  | Rzesza Niemiecka Karl Schubert · Raimund Deiters · Hans Balk · Herbert Heinrich | 9:48,6  | Włochy Antonio Conelli · Sirio Banchelli · Ettore Baldo · Paolo Costoli | 9:49,0  |

Kobiety
| Konkurencja:                          | Złoto:                                                                          | Czas     | Srebro:                                                                         | Czas   | Brąz:                                                             | Czas   |
| 100 m stylem dowolnym (szczegóły)     | Yvonne Godard                                                                   | 1:10,0   | Willy den Ouden                                                                 | 1:11,8 | Joyce Cooper                                                      | 1:12,0 |
| 400 m stylem dowolnym (szczegóły)     | Marie Braun                                                                     | 5:42,0   | Joyce Cooper                                                                    | 5:54,0 | Yvonne Godard                                                     | 5:55,4 |
| 100 m stylem grzbietowym (szczegóły)  | Marie Braun                                                                     | 1:22,8   | Joyce Cooper                                                                    | 1:23,6 | Phyllis Harding                                                   | 1:24,8 |
| 200 m stylem klasycznym (szczegóły)   | Celia Wolstenholme                                                              | 3:20,4 = | Jeanette Kastein                                                                | 3:25,2 | Margery Hinton                                                    | 3:27,0 |
| 4 × 100 m stylem dowolnym (szczegóły) | Holandia Geertrudes Bouwmeester · Maria Vierdag · Willy den Ouden · Marie Braun | 4:55,0   | Wielka Brytania Valerie Davies · Phyllis Harding · Jean McDowell · Joyce Cooper | 5:00,8 | Węgry Gitta Mallasz · Ilona Tóth · Margit Sipos · Magdolna Lenkei | 5:02,2 |

### Skoki do wody
Mężczyźni
| Konkurencja:                       | Złoto:             | Wynik  | Srebro:        | Wynik  | Brąz:              | Wynik  |
| Skoki z trampoliny 3 m (szczegóły) | Ewald Riebschläger | 136,22 | Maurice Lapage | 135,32 | Willi Neumann      | 134,38 |
| Skoki z wieży 10 m (szczegóły)     | Josef Staudinger   | 111,82 | Willi Neumann  | 108,90 | Ewald Riebschläger | 107,96 |

Kobiety
| Konkurencja:                       | Złoto:             | Wynik | Srebro:           | Wynik | Brąz:                | Wynik |
| Skoki z trampoliny 3 m (szczegóły) | Olga Jensch-Jordan | 77,00 | Magdalene Epply   | 72,86 | Berta Schlüter       | 69,00 |
| Skoki z wieży 10 m (szczegóły)     | Magdalene Epply    | 34,28 | Ingeborg Sjöqvist | 33,62 | Renée Cretté-Flavier | 32,94 |

### Piłka wodna
| Konkurencja:                 | Złoto: | Srebro:          | Brąz:   |
| Turniej mężczyzn (szczegóły) | Węgry  | Rzesza Niemiecka | Austria |